# Weather Report
Weather Report was een toonaangevende Amerikaanse jazz- en jazzrockband uit de jaren zeventig en jaren tachtig.
De groep werd in 1971 opgericht door Joe Zawinul (piano en synthesizers) en Wayne Shorter (saxofoon), die eind jaren zestig bij Miles Davis hadden gespeeld. In 1959 hadden ze al eens korte tijd samen in de band van Maynard Ferguson gezeten. Tien jaar later ontmoetten ze elkaar weer, bij de opnamen van de Miles Davis-albums In a Silent Way en Bitches Brew. Ze besloten toen hun eigen band op te richten. De overige leden van de eerste bezetting waren Miroslav Vitouš (basgitaar en contrabas), Alphonse Mouzon (drums) en Airto Moreira (percussie).
Later maakten onder anderen Peter Erskine, Alex Acuña, Manolo Badrena en Dom Um Romão deel uit van de band.
Aanvankelijk was de muziek experimenteel en ritmisch, maar in 1976 werd bassist Alphonso Johnson, die Vitouš in 1974 was opgevolgd, vervangen door Jaco Pastorius. De muziek werd nu veel melodieuzer en brak door bij het grote publiek. Het bekendste nummer uit deze periode is de Zawinul-compositie "Birdland".
In 1982 ontstond een nieuwe bezetting, met Victor Bailey (basgitaar), Omar Hakim (drums) en José Rossy (percussie), omdat Pastorius en Erskine toerden met de Word of Mouth-band van Pastorius.
In 1985 ging Weather Report uit elkaar.

## Discografie
- Weather Report (1971)
- I Sing the Body Electric (1972)
- Live in Tokyo (1972)
- Sweetnighter (1973)
- Mysterious Traveller (1974)
- Tale Spinnin' (1975)
- Black Market (1976)
- Heavy Weather (1977)
- Mr. Gone (1978)
- 8:30 (1979)
- Night Passage (1980)
- Weather Report (1982)
- Procession (1983)
- Domino Theory (1984)
- Sportin' Life (1985)
- This Is This (1986)
- The Best Of, (24 bit digitale remaster) (2002)
- Live in Offenbach 1978 (2011)